# سیم سلیس
سیم سلیس (استونیایی: Siim Sellis؛ زادهٔ ۵ مهٔ ۱۹۸۷) اسکی‌باز صحرانوردی اهل استونی است. وی در بازی‌های المپیک زمستانی ۲۰۱۴ شرکت کرده‌است.
سلیس اولین بازی خود در جام جهانی را در ژانویه 2006 انجام داد. از آوریل 2014، بهترین امتیاز او نفر دهم مسابقه دو سرعت کلاسیک در لاهتی در سال 2011–2012 است. بهترین مقام او در جام جهانی 118، در فصل 12–2011 است. بهترین مقام او در جام جهانی در یک رشته، رتبه 67، در دوی سرعت 12-2011 است.